# 에이킨 검프 스트라우스 호이어 & 펠드
에이킨 검프 스트라우스 호이어 & 펠드(Akin Gump Strauss Hauer & Feld)는 워싱턴 D.C.에 본부를 둔 미국의 국제 로펌이며, 가장 수익성 높은 로비 회사이다. 900명 이상의 변호사를 고용하고 있으며, 댈러스와 워싱턴 D.C., 샌안토니오, 휴스턴, 어바인, 포트워스, 뉴욕, 모스크바, 필라델피아, 런던, 로스앤젤레스, 롱뷰, 샌프란시스코, 베이징, 홍콩, 싱가포르, 아부다비, 두바이, 프랑크푸르트, 제네바에 사무실을 두고 있다. 1945년, 미국 텍사스주 댈러스에서 로버트 스트라우스와 리처드 검프에 의해 설립되었다.